# Девушка из Монако
«Девушка из Монако» (фр. La fille de Monaco) — фильм режиссёра Анн Фонтен.

## Сюжет
Бертран, преуспевающий адвокат приезжает в Монако для защиты своего клиента в суде. В Монако он знакомится и влюбляется в красивую девушку Одри. Эта нахальная и дерзкая красавица настолько хороша, что Бертран начинает всё меньше и меньше думать о своей работе. Со временем его жизнь становится похожа на настоящую катастрофу. Но Бертран не один. Рядом с ним всегда его верный телохранитель Кристоф, который поможет ему сконцентрироваться на адвокатской работе.

## В ролях
- Фабрис Лукини — Бертран Бовуа
- Рошди Зем — Кристоф Абади
- Луиза Бургуэн — Одри Варелла
- Стефан Одран — Эдит Лаcсаль
- Жанна Балибар — Элен
- Жиль Коэн — Луис Лаcсаль
- Александр Стайгер — Ален
- Филипп Дюкло — инспектор Торан

## Съёмочная группа
- Режиссёр: Анн Фонтен
- Продюсеры: Филипп Каркассон, Бруно Песери, Кристин Распиллье
- Сценаристы: Анн Фонтен, Бенуа Граффин
- Оператор: Патрик Блосье
- Монтажёр: Марилин Монтье
- Композитор: Филипп Ромби

## Номинации
- Премия «Сезар»:

Луиза Бургуэн в роли Одри Варелла

  - Лучший актёр второго плана — Рошди Зем
  - Лучшая многообещающая актриса — Луиза Бургуэн

## Дополнительные факты
- В этом фильме Луиза Бургуэн исполнила свою первую роль в кино.
- Кассовые сборы в США составили $599 595.